# Лимонад
Лимона́д — найпростіший фруктовий напій, що містить основні три складники: кислота лимонна, цукор, вода. Ці ж складники в іншій формі: вуглекислота, вода і цукровий сироп; вода і фруктовий сироп. Готується також з плодів лимона («лимонад — солодкий прохолодний напій, зазвичай на лимонному соку»). Напій має прохолоджувальні властивості.
Шипучий лимонад із натуральних фруктових сиропів швидко псується, і приготування його можливе лише при негайному споживанні, тобто в склянку з фруктовим соком наливають трохи фруктового сиропу і додають сельтерської води.

## Історія
Винахід лимонаду зазвичай датують VIII ст. В середньовічному Єгипті виготовляли два напої із застосуванням лимону — з листям лимонного дерева, рутою, м'ятою і перцем робили ячмінний кашкаб, а з лимонного соку, змішаного з водою
та цукром — катарзімат.
За індійською версією в цій країні напій із суміші лимонного соку з цукром («німбу пані») почали робити ще раніше за арабів. Європейська легенда стверджує, що лимонад нібито винайшов забудькуватий виночерпій імператора Людовика Благочестивого, який переплутав діжки і замість вина налив володарю лимонного соку, але вчасно зрозумів помилку і встиг додати до нього води й цукру.
За деякими версіями свій варіант лимонаду винайшли і монголи — але вони цілком могли запозичити рецепт з Близького Сходу.
Справжньої популярності в Європі лимонад набув лише на межі XVI і XVII ст. Першою «лимонадною столицею» континенту став Рим, де пили не лише звичайний лимонний напій, а й «густий» варіант, з м'якоттю і цедрою.
У 1630 році лимонад став відомим у Парижі — тут його спочатку робили з медом, і лише згодом мед витіснив цукор. Рецепт лимонаду для загального користування вперше з'явився на сторінках «Французький кухаря» Франсуа П'єра де Ля Варенна в 50-х роках XVII сторіччя. В 1676 році в Парижі з королівського дозволу була створена «Компанія лімонадників», що отримала монопольні права на продаж напою.
За французьким прикладом лимонад почали вживати і в інших європейських містах, а з XVIII сторіччя — і за океаном. На Карибах популярним був так званий «англійський лимонад» — з вином, корицею, мускатним горіхом, гвоздикою тощо.
З часом виникли й інші напої з рецептом, схожим на лимонад — в них, щоправда, лимонний сік замінювали соком з інших фруктів чи ягід або ж взагалі вином. Останній у Німеччині отримав назву «шорле» — від слова, що походило з турецького «шуримури» і означало «суміш».
Першою компанією, що випустила в широкий продаж газовані напої, була «Schwepp & Co», що надалі почала випускати води з фруктовими і ягідними сиропами. Оскільки натуральні сиропи коштували дорого, то їх стали замінювати кислотами та есенціями. Першою була виділена лимонна кислота і лимонад став у 1833 у лідером фруктових газованої води в усьому світі, а «Lemon's Superior Sparkling Ginger Ale» («Чудовий ігристий лимонний імбирний ель») — першої зареєстрованої торговою маркою безалкогольного напою.

## Технологія
Основа лимонаду купаж — суміш всіх інгредієнтів. Купаж готують частіше холодним способом, але існує напівгарячий і гарячий способи. Якість компонентів та їх дозування визначають якість готового продукту. Найбільший відсоток вмісту напою випадає на частку води — близько 80 %. Великі заводи на своїй території мають свердловину, але навіть таку воду обов'язково фільтрують, пом'якшують і дезинфікують.
Освіжаючий ефект безалкогольних напоїв обумовлений наявністю в їх складі розчиненого діоксиду вуглецю CO 2 та органічних кислот (лимонної тощо). Залежно від ступеня насичення вуглекислим газом напій може бути негазований, слабо-, середньо- і сильногазований. Газовані напої одержують штучним насиченням напоїв вуглекислим газом у спеціальних установках — сатураторах. Занадто насичений напій набуває гострого щіплючого присмаку. Для карбонізації напоїв більшість пивобезалкогольних комбінатів купують рідкий діоксид вуглецю. Хоча при виробництві пива (бродінні) виділяється достатньо багато CO 2, який можна збирати і після очищення будуть використані для газування напоїв — раціональне використання «відходу».
Так, для приготування напою «Лимонад» використовують цукор, лимонну кислоту, а також композицію, що складається з лимонної настоянки, яблучного соку і колера. Цей напій має жовтий колір, освіжаючий смак і аромат ефірних олій лимона. Налитий у склянку, він тривалий час виділяє вуглекислий газ. Для приготування «Ситро» застосовується цукор, лимонна кислота, мандаринова, апельсинова та лимонна настоянки. Напій світло-жовтого кольору, має освіжаючий смак і своєрідний аромат суміші цитрусових плодів.
На етикетках лимонадів у складі, як правило, вказаний колер — так називають палений цукор. Його отримують шляхом нагрівання зволоженого цукру і застосовують як натуральний барвник. Його розчин у воді має темно-коричневий колір і характерний приємний запах.

## Різновиди лимонаду
- Звичайний лимонад зі смаком зеленого або стиглого яблука.
- Ситро
- Байкал
- Дюшес
- Тархун
- Буратіно
- Ностальжі
- Біонад (біологічний лимонад з різних трав)

## Шкода здоров'ю
При надмірному вживанні лимонад порушує обмін речовин (через надлишок цукру), синтетичні фарбники часто викликають алергії, а вуглекислий газ (бульбашки) — підвищення кислотності шлункового соку, що приводить до гастриту.
Лимонад очолює перше місце у рейтингу шкідливих продуктів.